# Trichura melanosoma
Trichura melanosoma là một loài bướm đêm thuộc phân họ Arctiinae, họ Erebidae.